# Robert Ley
Robert Ley (Niederbreidenbach, 15 febbraio 1890 – Norimberga, 25 ottobre 1945) è stato un politico tedesco, gerarca fra i più importanti del regime nazista, in quanto uno dei 18 Reichsleiter ("leader del Reich") del Partito Nazionalsocialista dei Lavoratori Tedeschi e capo del DAF (Deutsche Arbeitsfront) il Fronte tedesco del lavoro, organizzazione corporativistica della Germania nazista. Accusato di crimini di guerra si suicidò mentre era in attesa di essere giudicato al Processo di Norimberga.

## Biografia

### Gioventù
Era il settimo degli undici figli di un contadino Friedrich e di sua moglie Emilie Wald.
Pur di umili origini, ebbe tuttavia la possibilità di studiare nelle università di Jena, Bonn e Münster riuscendo, prima dello scoppio della prima guerra mondiale a laurearsi in chimica degli alimenti, ma non a sostenere l'esame di abilitazione professionale.
Partecipò alla prima guerra mondiale come volontario nell'Arma di artiglieria e partecipò alle carneficine di Verdun e della Somme. Divenne poi ricognitore aereo nell'ambito della sezione aerea 202 dell'arma dell'artiglieria. Nel 1917 il suo aeroplano precipitò in Francia, fu catturato e per due anni fu internato come prigioniero di guerra. È stato da alcuni ipotizzato che nell'incidente aereo Ley avesse subito una forte commozione cerebrale; da allora infatti iniziò a manifestare una tendenza alla balbuzie e atteggiamenti imprevedibili e irrazionali, peraltro aggravati dalla smodata assunzione di alcol.

### Carriera nel partito nazista
Ritornato in patria, conseguì il dottorato e ottenne un posto ben pagato presso la filiale della IG Farben a Leverkusen; ma la sua instabilità mentale non gli consentì di integrarsi in una placida vita borghese, e venne sempre più attratto nell'orbita del rumoroso e violento estremismo nazionalistico e antisemitico, finché nel 1923 si iscrisse allo NSDAP.
I suoi rozzi ed eccentrici comportamenti e il suo grossolano antisemitismo ben si adattavano alle risse di strada a cui il partito nazista di quegli anni era abituato. Ebbe infatti successo e già nel 1925 fu nominato Gauleiter, o capo del partito, della Renania del Sud e direttore del Westdeutsche Beobachter, un quotidiano nazista fortemente anti-semita. Tre anni più tardi venne eletto al Parlamento prussiano e nel 1930 al Reichstag, la Dieta nazionale. Nel 1932 Ley rimpiazzò Gregor Strasser alla carica di Reichsorganisationsleiter o capo organizzativo del partito nazista, lo NSDAP. Fu per il suo fanatismo e per la sua irriducibile fedeltà, che Hitler lo protesse sempre contro coloro che lo tacciavano di arroganza, incompetenza e ubriachezza.

### Capo del Fronte del lavoro
Fu a capo dell'organizzazione del Partito nazista dal novembre 1932 al maggio 1945. Quando nel 1933 si creò il DAF, Robert Ley fu nominato massimo dirigente del nuovo sindacato verticale il cui obiettivo era aumentare la produttività e mostrare l'orgoglio della Nuova Germania. Fu responsabile dell'organizzazione "Forza tramite la Gioia" (Kraft durch Freude) che promosse viaggi turistici molto convenienti, crociere, eventi sportivi e culturali per i lavoratori tedeschi. Promosse pensioni per i lavoratori anziani e molti altri benefici; nonostante ciò fu responsabile della soppressione dei sindacati dell'opposizione e la confisca dei loro beni. Fu membro del Reichstag fino al 1945, sebbene fosse stato destituito dal 1938 per decisione di Adolf Hitler.
Robert Ley disse in un discorso nel 1938: «Io su questa terra credo solamente in Adolf Hitler. Credo in un Dio Supremo che mi creò e che mi guida e credo fermamente che questo Dio Supremo ci inviò Adolf Hitler». Ley era alcolizzato, ed era popolare la barzelletta dell'"ubriaco del Reich". Era generalmente malvisto, in quanto si sosteneva che Ley in realtà fosse un ebreo che aveva eliminato la V dal cognome Levy. Fu sposato con Inga Ley, che gli diede tre figli: Lore (nata il 25 ottobre 1938), Wolf (14 maggio 1940) e Gloria (27 giugno 1941). Sua moglie, che era platonicamente innamorata di Hitler, finì per suicidarsi nel 1943, cosa che aggravò la sua dipendenza dall'alcool.

### La fine
Alla fine della seconda guerra mondiale, Robert Ley fuggì a Berchtesgaden, dove fu catturato il 16 maggio del 1945 e condotto al campo Ashcan assieme agli altri futuri imputati per il processo a Norimberga. Venne quindi portato in quest'ultima città il 10 agosto per essere processato. Accusato di crimini di guerra, non rinnegò mai il suo operato né il suo rapporto con Adolf Hitler («Il Fuhrer superava tutti noi in grandezza, ma noi eravamo troppo meschini per un Titano come lui»). Rifiutò i quattro capi di imputazione («Metteteci spalle al muro e sparateci, bene, bene, siete i vincitori. Ma perché dovrei essere portato davanti a un tribunale come...non riesco nemmeno a terminare la frase!») e si suicidò prima di essere giudicato, impiccandosi nella sua cella. Quando Göring seppe della sua morte, commentò: 
In seguito alla sua morte, il controllo sui prigionieri venne aumentato, al fine di impedire altri suicidi; tuttavia ciò non impedì a Hermann Göring di suicidarsi a sua volta, poche ore prima della sua prevista esecuzione.
Il corpo di Ley fu cremato.

## Opere pubblicate
- Soldaten der Arbeit (1938)
- Wir alle helfen dem Führer (1937)
- Deutschland ist schöner geworden (1936)
- Organisationsbuch der NSDAP (1936)
- Durchbruch zur sozialen Ehre (1935).